# Hafenbahn Magdeburg
| Hafenbahn Magdeburg                       | Hafenbahn Magdeburg  |
| ----------------------------------------- | -------------------- |
| Der Magdeburger Hafen mit Hafenbahn, 1964 |                      |
| Streckenlänge:                            | 54 km                |
| Spurweite:                                | 1435 mm (Normalspur) |
|                                           |                      |

Die Hafenbahn Magdeburg verläuft im Stadtgebiet von Magdeburg und verbindet den Hafen Magdeburg am Güterbahnhof Magdeburg-Rothensee mit der Bahnstrecke Schönebeck–Glindenberg. Sie ermöglicht die Verladung von Umschlaggütern zwischen dem Schiffsverkehr und dem Schienenverkehr. Die Hafenbahn untersteht der Magdeburger Hafen GmbH.
Sie verfügt über ein Streckennetz von 54 Kilometern und ist im Besitz von drei funkferngesteuerten, EBO-zugelassenen Triebfahrzeugen. Neben einer DR V 60 und einem Zweiwege-Unimog gehört dazu eine Hybridlokomotive, die Alstom auf Basis einer Diesellokomotive der Baureihe V 100 umbaute. Sie wurde im Zuge des Greenport-Projekts im Juni 2012 erworben.
Durch den Anschluss an den Güterbahnhof Rothensee ist die Hafenbahn mit dem restlichen Eisenbahnnetz verbunden. Sie bietet neben Rangierleistungen im Hafengebiet und am Bahnhof Rothensee die Bereitstellung von Wagenprüfern, das Abstellen von Güterwagen und Triebfahrzeugen, das Wiegen von Güterwagen sowie Werkstattleistungen an.
2014 beförderte die Hafenbahn 1,4 Millionen Tonnen Güter, dies entspricht einer Steigerung um acht Prozent gegenüber dem Vorjahr.

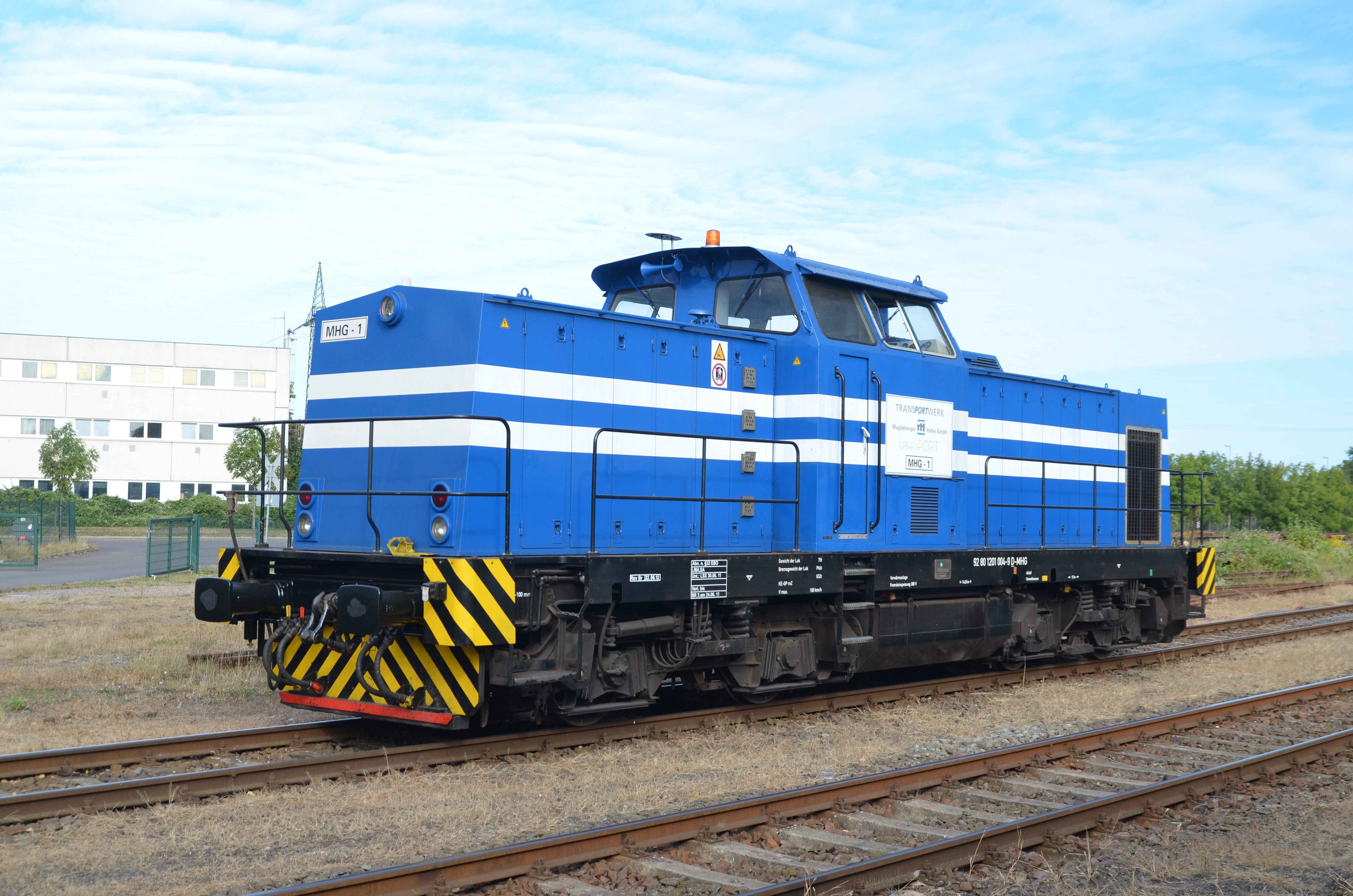
Lok 1
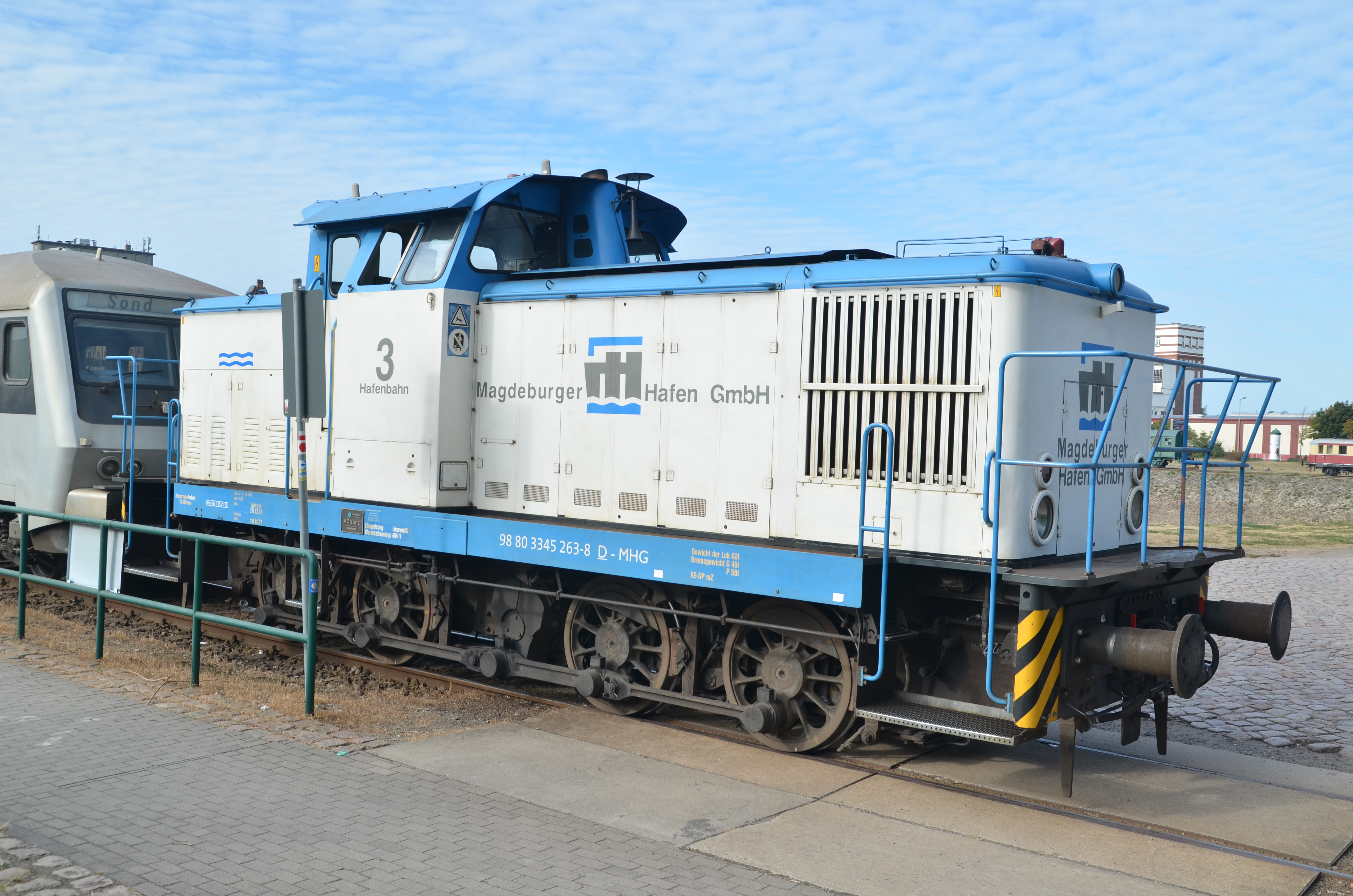
Lok 3
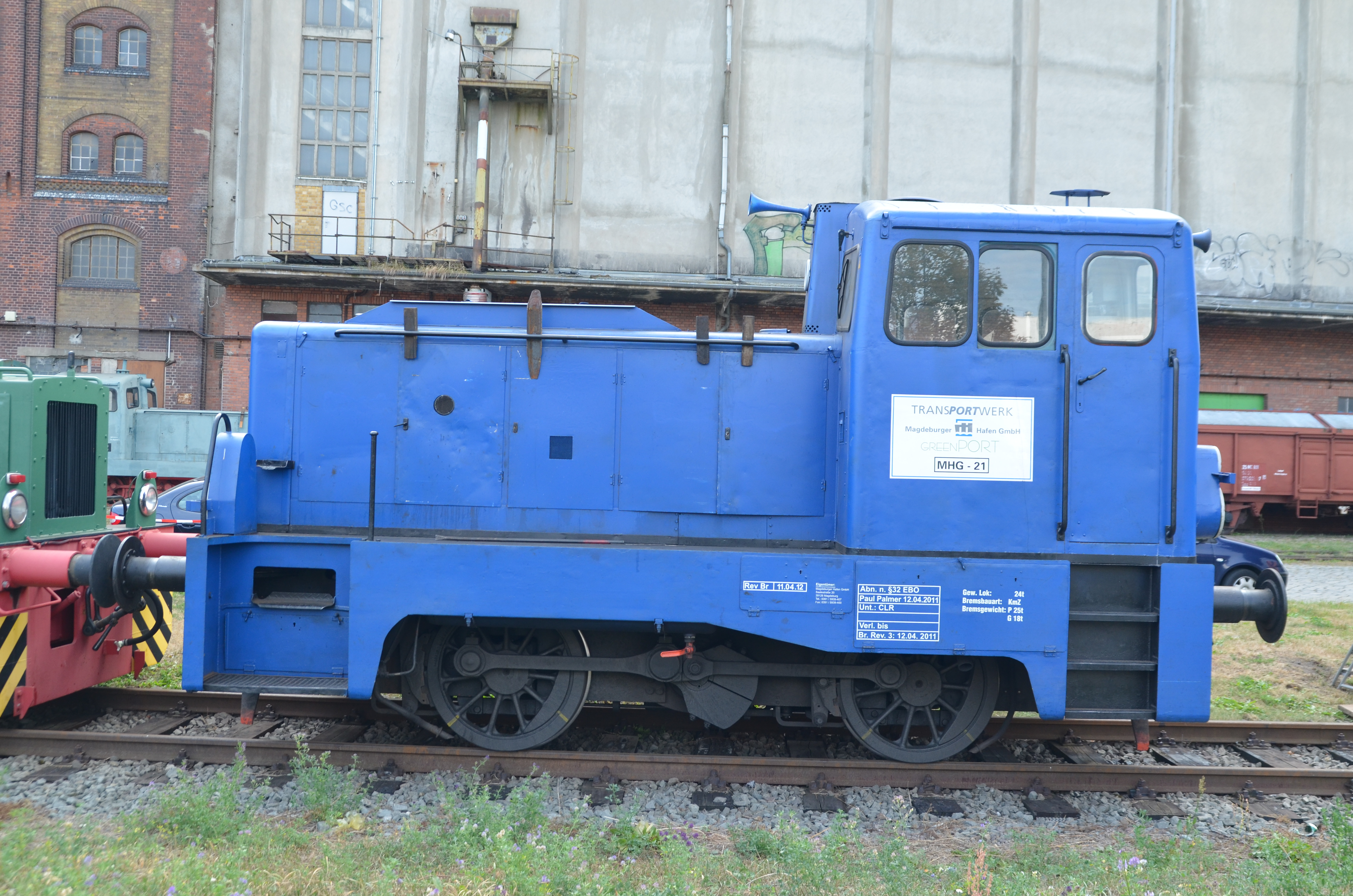
Lok 21